# Parigi-Bruxelles 1921
La Parigi-Bruxelles 1921, tredicesima edizione della corsa, si svolse il 5 giugno 1921 su un percorso di 412 km, con partenza da Parigi e arrivo a Bruxelles. Fu vinta dal francese Robert Reboul davanti al belga Arthur Claerhout e al belga Alfons Van Hecke.

## Ordine d'arrivo (Top 10)
| Pos. | Corridore          | Squadra | Tempo     |
| ---- | ------------------ | ------- | --------- |
| 1    | Robert Reboul      |         | 16h45'15" |
| 2    | Arthur Claerhout   |         | a 1'45"   |
| 3    | Alfons Van Hecke   |         | a 2'50"   |
| 4    | Felix Sellier      |         | a 9'45"   |
| 5    | Louis Budts        |         | s.t.      |
| 6    | Victor Lenaers     |         | a 15'20"  |
| 7    | Joseph Jumet       |         | a 16'35"  |
| 8    | Emile Thollembeek  |         | a 19'45"  |
| 9    | Theophile Beeckman |         | s.t.      |
| 10   | Leon Despontin     |         | s.t.      |